# Gare de Saint-Brès - Mudaison
Gare de Saint-Brès - Mudaison – przystanek kolejowy w Saint-Brès, w departamencie Hérault, w regionie Oksytania, we Francji.
Jest przystankiem kolejowym Société nationale des chemins de fer français (SNCF), obsługiwanym przez pociągi TER Languedoc-Roussillon.

## Położenie
Znajduje się 21 m n.p.m., na 62,369 km linii Tarascon – Sète, pomiędzy dworcami Valergues - Lansargues i Baillargues.

## Usługi
Saint-Brès - Mudaison jest obsługiwany przez pociągi TER Languedoc-Roussillon kursujące pomiędzy Nîmes i Narboną.